# 大谷武夫
大谷 武夫（おおたに たけお、1891年（明治24年）1月15日 - 1950年（昭和25年）8月16日）は、日本の水産学者である。

## 経歴・人物
福島県に生まれ、東京帝国大学農科大学（現在の東京大学大学院農学生命科学研究科・農学部）水産学科に入学する。1916年（大正5年）に卒業後は母校で教鞭を執り、1921年（大正10年）には水産講習所（現在の東京海洋大学）に転勤し同じく教授として活動した。
その後は宮崎大学の教授として活動し同時期に魚類の自己消化やその消化酵素、ビタミン、フィッシュミールといった魚類に含まれる様々な成分の研究に携わる。この業績で1928年（昭和3年）に農学博士を取得し、1932年（昭和7年）には日本水産学会の設立にも携わり後に1946年（昭和21年）まで副会長を務めた。

## 著書
- 『水産食品化学』
- 『魚類の科学』
- 『水産製造化学』